# Панафинейские амфоры
Панафинейские (призовые) амфоры — особая форма аттических амфор. Наполненные оливковым маслом из садов Академии, они вручались победителям гимнических (спортивных) и гиппических (конно-спортивных) состязаний на Панафинейских играх.
Первые панафинейские призовые амфоры предположительно были вручены на больших Панафинеях в 566/565 гг. до н. э. — именно к этому времени форма проведения панафинейских игр претерпела значительные изменения. Предшественницами панафинейских амфор считаются амфоры с конскими головами. Панафинейские амфоры вручались победителям соревнований вплоть до II в. до н. э. Объём призовых сосудов был строго регламентирован. Он составлял приблизительно на 3 литра меньше метрета (античной меры жидкостей, составлявшей 39,4 л.). В сложные времена после войн призовые амфоры изготавливались также в половину или даже треть от обычного размера. Высота панафинейской амфоры составляла 60—70 см. Количество вручаемых призовых амфор варьировалось в зависимости от соревновательной дисциплины. Так победитель гонок на повозках получал 140 амфор, а проигравший финалист в соревнованиях по метанию в щит — на одну больше.
Форма панафинейских амфор сочетала в себе бочкообразность амфор, предназначенных для транспортировки (очень выпуклых, с коротким, узким горлышком, острым дном), с формой распространённых в VI в. до н. э. амфор с ножкой и венчиком, похожими на эхин. На каждом празднике Панафиней вручалось около 1500 амфор. Между гончарными мастерскими проводились соревнования, победители которых получали заказ на изготовление панафинейских амфор. Помимо большой прибыли, такой заказ приносил гончарной мастерской престиж. До настоящего времени сохранилось около 1000 амфор и их фрагментов, что составляет приблизительно один процент от фактического количества изготовленных панафинейских амфор. Самой древней панафинейской амфорой считается «Бургонская ваза» (560 г. до н. э).
Главной особенностью панафинейских амфор является чернофигурный стиль их росписи, использовавшийся на них даже после 500 г. до н. э., когда чернофигурную вазопись сменила краснофигурная. На лицевой стороне амфоры длительное время изображался один-единственный сюжет — Афина Промахос, движущаяся справа налево. С 540—530 вв. до н. э. изображение Афины Промахос стали дополнять с обеих сторон две дорические колонны, увенчанные петухами. Возможно, петухи символизировали боевой, соревновательный дух Панафинейских игр. На левую колонну обязательно наносилась вертикальная памятная надпись (др.-греч. «τών 'Αθένεθεν Αθλων», позднее др.-греч. «τών 'Αθήνεθην Αθλων» — «приз из Афин»). Начиная с 510 г. до н. э. панафинейские амфоры маркируются в мастерских щитом Афины. Длительное время и форма панафинейских амфор, и сюжет на их лицевой стороне воспроизводились с особой тщательностью, не допускающей никаких изменений. Лишь к IV в. до н. э. на панафинейских амфорах стали наблюдаться изменения. Петухи на колоннах сменились ежегодно меняющимися символами игр, а маркировка мастерских потеряла своё значение. Форма амфор стала более женственной. В период между 392—391 гг. до н. э. и 312—311 гг. до н. э. на амфорах указываются имена архонтов, отвечавших за изготовление амфор и их содержимое. У этих ваз можно достоверно установить время их изготовления. Позднее на панафинейских амфорах иногда указывались имена казначеев и судей. С 363—362 гг. до н. э. Афина изображается на амфоре шагающей в противоположном направлении — слева направо.
На оборотной стороне панафинейской амфоры находилось изображение состязания, за которое вручался приз. Стиль этих изображений развивался отлично от изобразительных тенденций, наблюдавшихся в стиле лицевой стороны ваз. С середины V в. до н. э., помимо изображений состязаний, встречаются сцены чествования победителей, а с IV в. до н. э. на обратной стороне амфор появляются персонифицированные изображения Ники.
Призовые амфоры находили на раскопках и вне ареала расселения древних греков, что говорит о том, что панафинейские амфоры были предметом торговли. Амфоры также часто преподносились храмам в качестве жертвоприношений, например, при раскопках в Таренте было найдено четыре панафинейские вазы, размещавшиеся по четырём углам саркофага. Сохранились сведения о том, что в 415 г. до н. э. было продано более ста призовых амфор, находившихся в собственности Алкивиада и других разрушителей герм, по цене пол-драхмы за штуку.
Роспись панафинейских амфор поручалась многим известным афинским вазописцам, в том числе, например, Эксекию, Евхариду и Клеофраду.

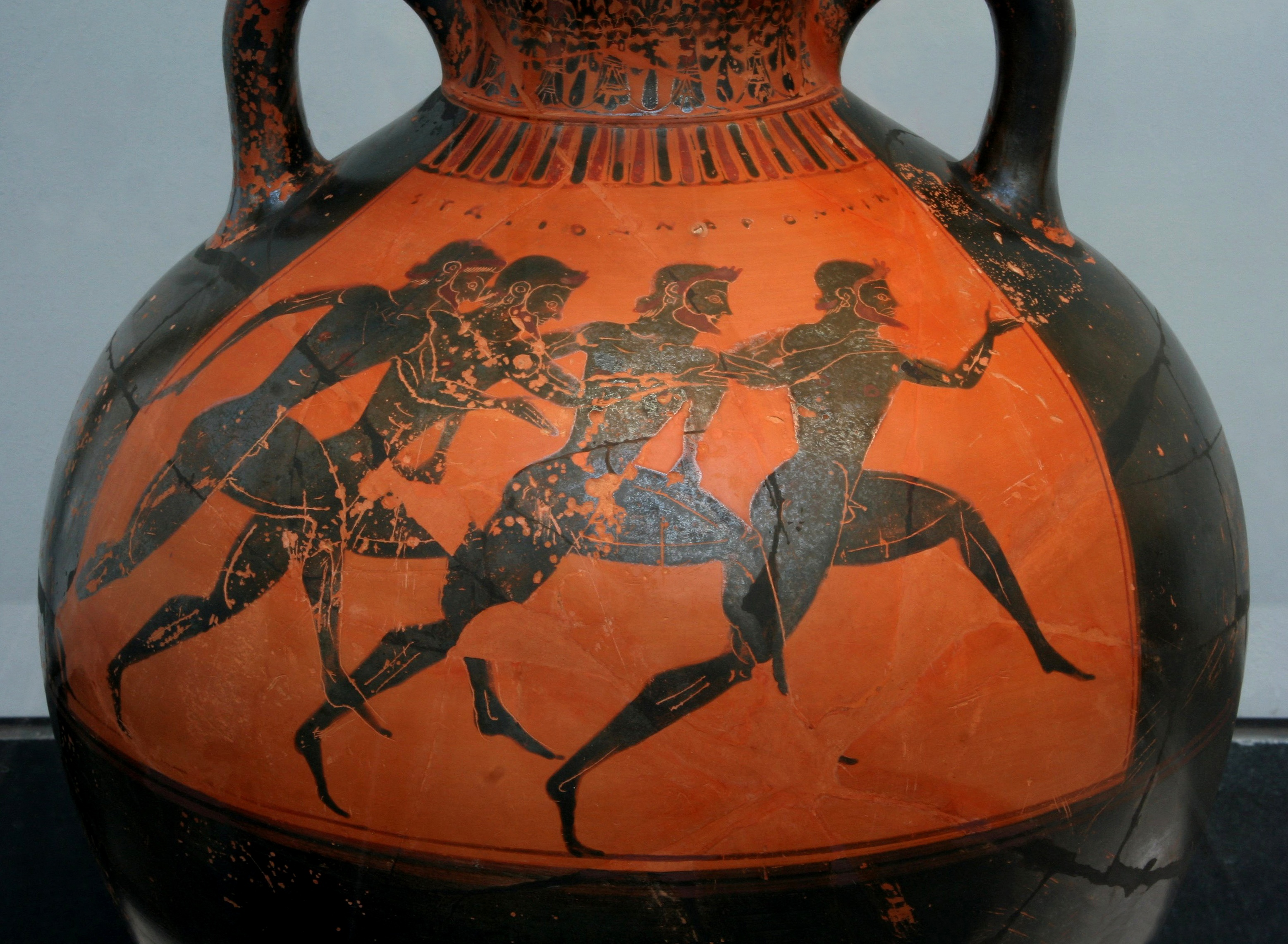
Изображение соревнующихся бегунов на панафинейской амфоре. 530 г. до н. э.
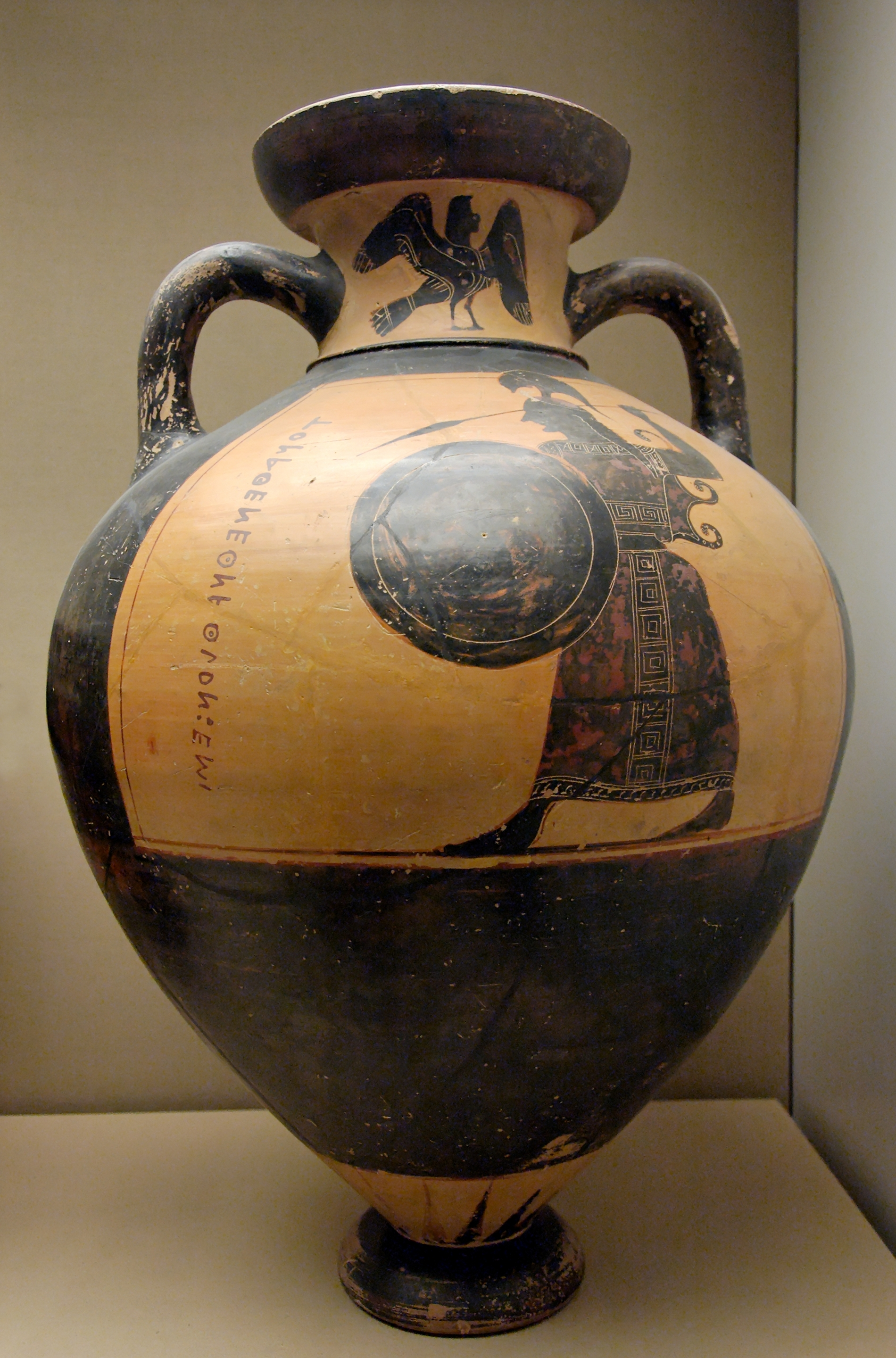
«Бургонская ваза» — самая древняя из сохранившихся панафинейских амфор. Ок. 560 г. до н. э. Британский музей. Лондон
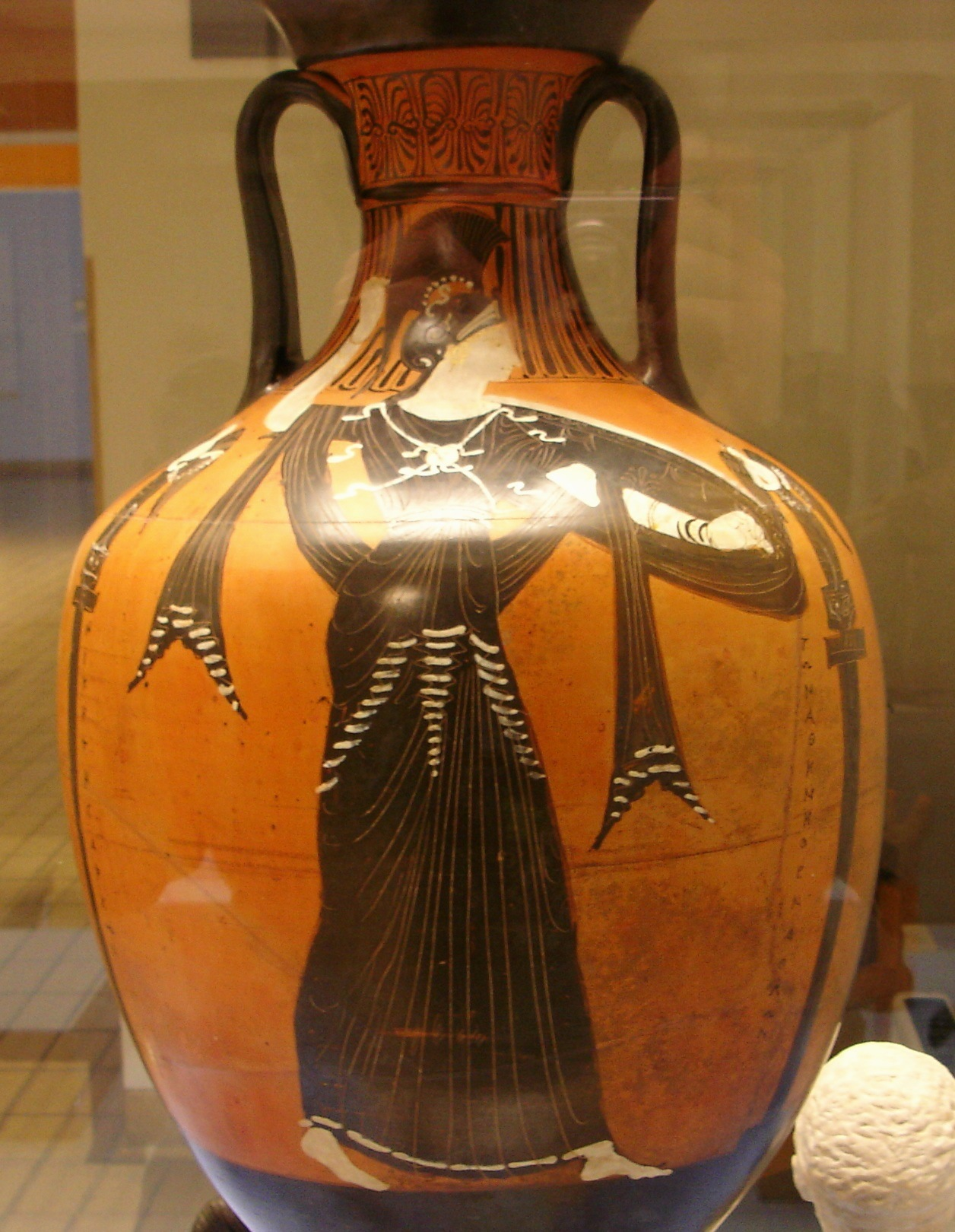
Изображение Афины на панафинейской амфоре. 332—331 гг. до н. э. Британский музей. Лондон. Найдена в Капуе
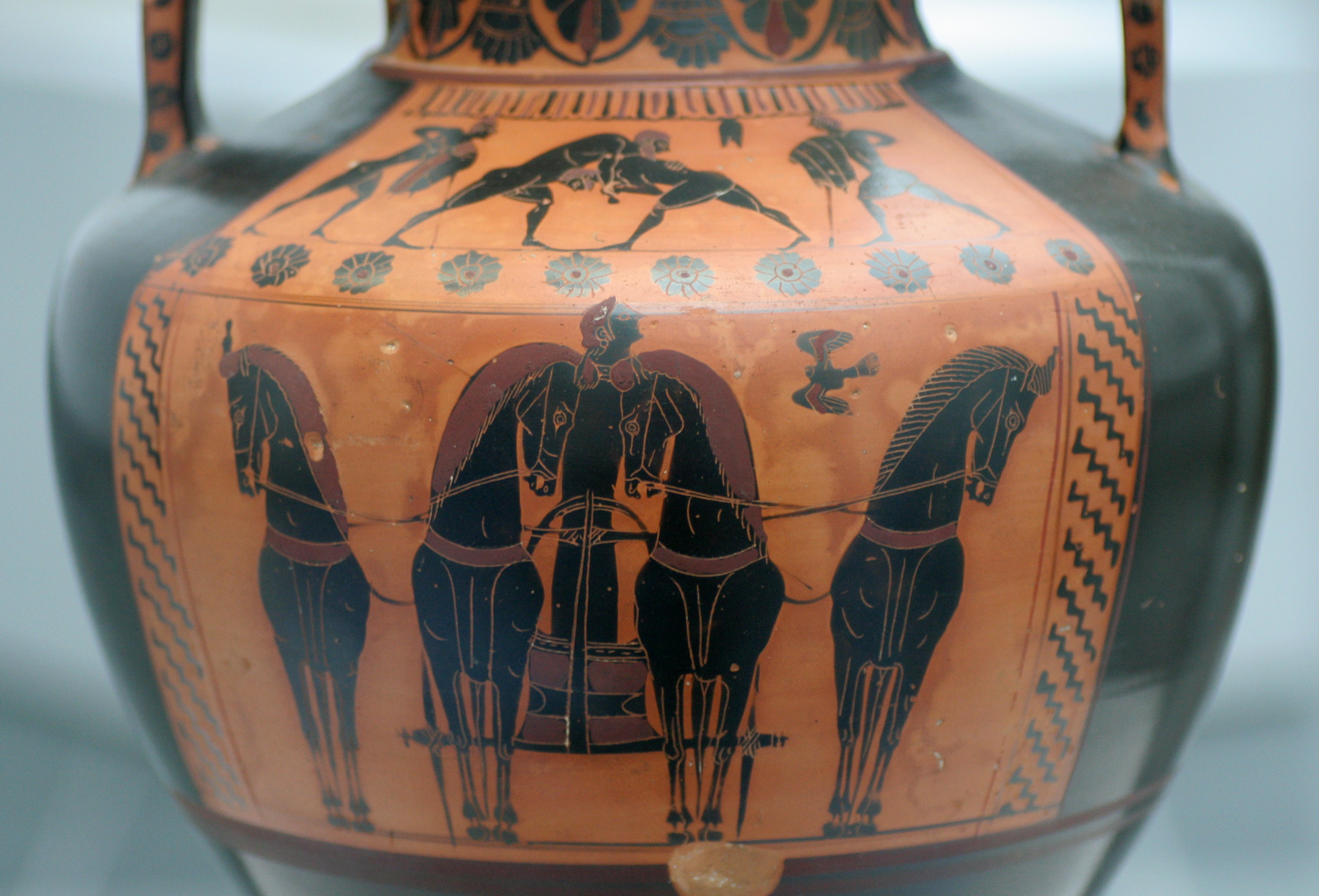
Квадрига на чернофигурной амфоре из Аттики. Глиптотека. Мюнхен
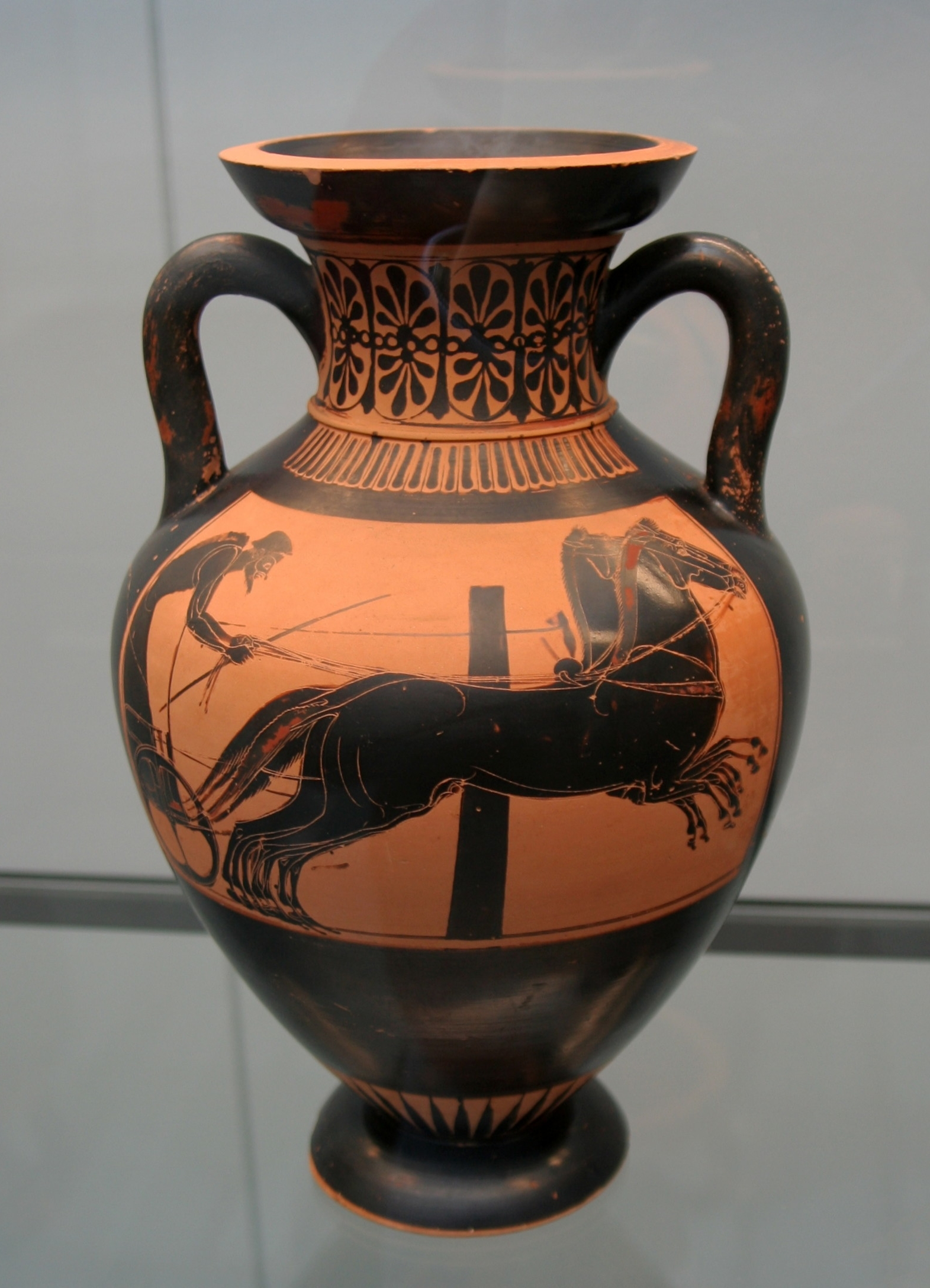
Финиш в гонках на колесницах. Роспись псевдо-панафинейской амфоры. Ок. 500 г. до н. э. Глиптотека. Мюнхен